# 克利福德鎮區 (巴特勒縣)
克利福德鎮區（英語：Clifford Township）為位在美國堪薩斯州巴特勒縣的鎮區。2010年美国人口普查中該鎮區人口有276人。

## 歷史
克利福德鎮區於1876年設立。該鎮區名稱以最早居住於此的住民約翰·A·克利福德（John A. Clifford）命名。

## 地理
克利福德鎮區涵蓋面積108.3平方（41.8平方英里），境內無城鎮設立。

### 墓園
根據美國地質調查局的資料，此鎮區擁有2座墓園：
- 克利福德墓園（Clifford  Cemetery）[4]
- 埃比尼澤衛理公會墓園（Ebenezer Methodist Church  Cemetery）[4]

## 人口統計
根據2010年美國人口普查，克利福德鎮區人口有276人，人口密度為2.54人/平方公里。種族方面，94.2%為白人；2.9%為非裔美洲人；1.81%為美洲原住民；0%為亞洲人；0%為太平洋島民；0.36%為其他種族；另外有0.72%為兩個或以上的種族。而西班牙裔美國人或拉丁美洲人佔該鎮區人口的3.62%。

## 外部連結
- Butler County Website
- City-Data.com（页面存档备份，存于）
- Butler County Maps: Current（页面存档备份，存于）, 1936（页面存档备份，存于）